# 로마-파르티아 전쟁 (161년-166년)
로마-파르티아 전쟁 (161년-166년) (혹은 루키우스 베루스의 파르티아 전쟁)은 아르메니아와 상메소포타미아를 두고 로마 제국과 파르티아 제국 간에 일어났던 전쟁이다. 로마가 하메소포타미아와 메디아에서 성공적인 군사 작전을 성공시키고 파르티아의 수도인 크테시폰을 약탈하며 166년에 종전되었다.

## 루키우스의 파견 원인들 (161년–162년)
임종 당시에, 피우스는 자신을 괴롭혔던 나라와 외국의 왕들에 대해서만 이야기를 꺼냈다. 이 외국의 왕들 중에 한 명인 파르티아의 볼로가세스 4세는 161년 여름 말 혹은 가을 초에 행동을 취했다. 볼로가세스는 대아르메니아 왕국 (당시 로마의 위성국)에 진입하여, 왕을 몰아내고 자신과 같은 아르사케스 가문 출신의 파코루스를 왕으로 옹립시켰다. 이 침입 당시에, 시리아 총독은 루키우스 아티디우스 코르넬리아누스였다. 아티디우스는 161년에 임기가 끝났음에도 총독 지위를 유지하였는데, 아마 파르티아인들에게 그의 교체 시기에 기습을 가할 기회를 주는 걸 피하기 위함으로 보인다. 모든 아르메니아 관련 분쟁들의 최전선에 있던 카파도키아 총독은 마르쿠스 세다티우스 세베리아누스로, 군 경험이 풍부한 갈리아인 출신 인물이었다. 그렇지만 동방에서 거주하는 것이 그의 성격에 해로운 영향을 미쳤다.
글리콘이라는 이름의 뱀 한 마리를 데리고 다니는 예언가 아보노테이코스의 알렉산드로스는 다른 많은 이들에게 그랬던 것처럼 세베리아누스룰 넋나가게 하였다. 당시 아시아 속주의 프로콘술인 존경받는 원로원 의원 푸블리우스 뭄미우스 시센나 루틸리아누스를 장인으로 둔 알렉산드로스는 동방의 여러 로마 엘리트 출신들을 친구로 두었다. 알렉산드로스는 파르티아인들을 손쉽게 무찌르고, 영광을 취할 것이라며 세베리아누스를 설득하였다. 세베리아누스는 군단 하나 (히스파나 제9군단으로 추정)를 이끌고 아르메니아로 진격했으나), 카파도키아 국경 바로 옆에 있고 유프라테스강 하류 너머 고지대에 있는 마을인 엘레게이아에서 파르티아의 대장군 코스로에스에게 매복을 당하였다. 코스로에스와 교전에서 성과을 거두지 못하자, 세베리아누스는 자결을 했고, 그의 군단은 학살을 당했다. 이 군사 작전은 겨우 삼 일 만에 막을 내렸다.

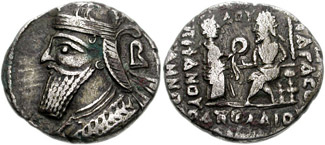
162년부터 파르티아의 왕에 오른 볼로가세스 4세의 주화

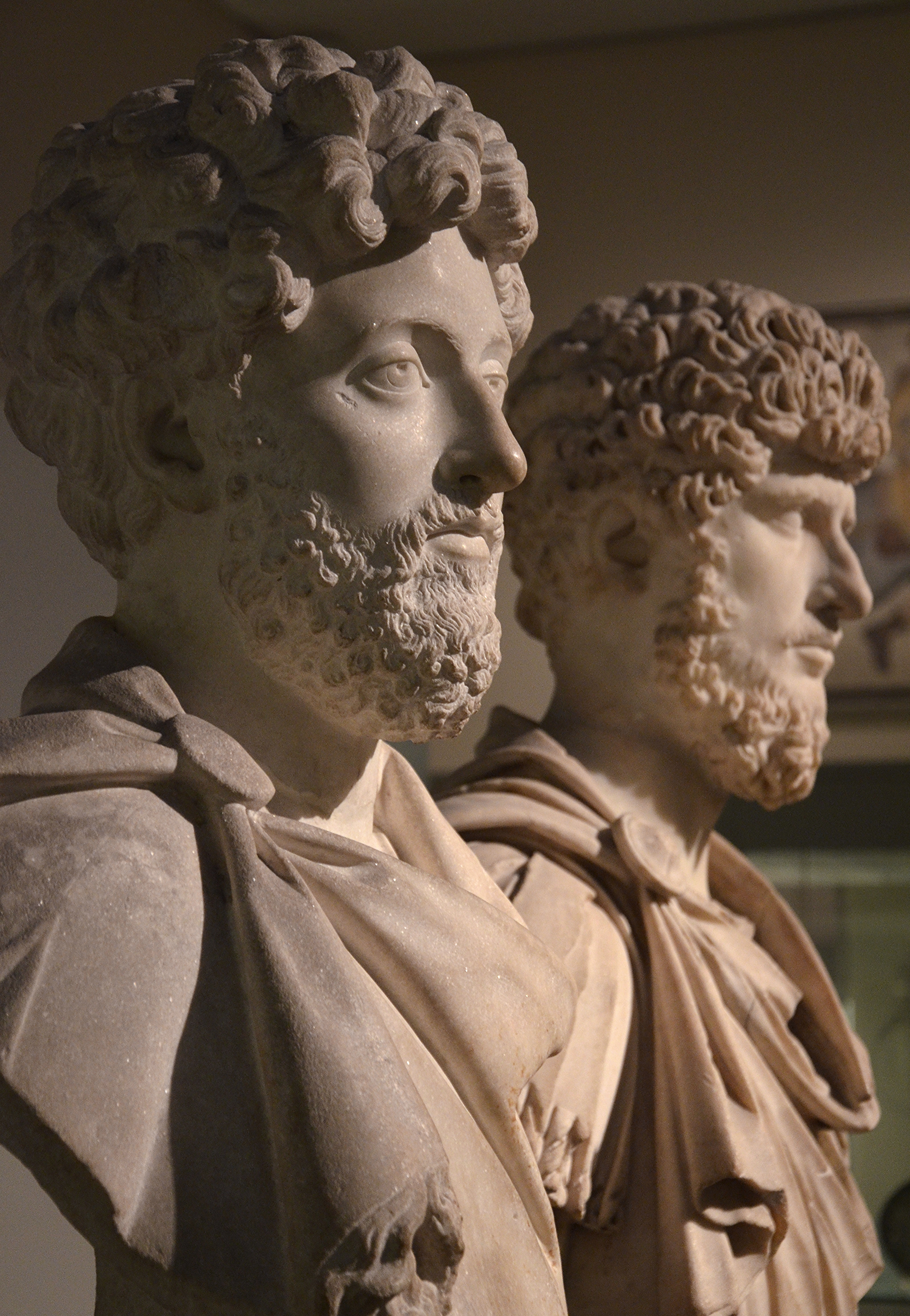
공동 황제 마르쿠스 아우렐리우스 (좌)와 루키우스 베루스 (우)의 흉상 (대영박물관 소장)

브리타니아, 라이티아, 게르마니아 북부 등 다른 국경에서도 전쟁의 위협이 있었는데, 게르마니아 북부에서는 타우누스산맥의 카티족이 최근 들어 '리메스'를 넘어오기 시작했다. 마르쿠스는 준비되어 있지 않았다. 안토니누스는 그에게 군사 경험을 겪게 하지 않은 것으로 보이며, 전기 작가는 마르쿠스가 이전의 대부분 황제들이 초창기 경력을 보내고 하던 속주들이 아닌 황제 곁에서 안토니누스의 23년간 집권기 전체를 보냈다고 기록하였다. 마르쿠스는 곧바로 임명을 하였는데, 브리타니아 총독 마르쿠스 스타티우스 프리스쿠스가 카파도키아 총독직을 대신하러 파견됐고 섹스투스 칼푸르니우스 아그리콜라가 프리스쿠스의 자리를 맡으러 갔다.
더욱 안 좋은 소식들이 전해졌는데, 아티디우스 코르넬리아누스의 군대가 파르티아군에 패하고, 무질서하게 후퇴하였다는 것이었다. 지원 병력들이 파르티아 국경으로 보내졌고, 빈도보나 (빈)에서 게미나 제10군단을 지휘하던 아프리카 출신 원로원 의원 P. 율리우스 게미니우스 마르키아누스가 다뉴브 지역 군단들의 지원 병력들과 같이 카파도키아로 떠났다. 게르마니아 수페리오르 지역의 본에 있는 미네르비아 제1군단, 아퀸쿰의 아디우트릭스 제2군단, 트로에스미스의 마케도니카 제5군단 등 세 개 군단 전체가 동방으로 파견되기도 했다. 북방 국경은 전략적으로 약화되었다. 전방 지역 총독들은 가능한 어떤 분쟁도 피하라는 전달을 받았다. 마르쿠스의 사촌인 M. 안니우스 리보가 시리아 총독을 대체하기 위해 보내졌다. 그의 첫 집정관 임기는 161년으로, 따라서 그는 30대 초였을 것이며, 파트리키 출신이었던 그는 군사적 경험이 부족했다. 마르쿠스는 유능한 사람보다는 믿을 수 있는 자를 택한 것이었다.
마르쿠스는 에트루리아 해안에 있는 휴양 도시 알시움에서 4일간의 휴일을 지냈다. 그는 너무 근심이 많아 쉴 수가 없었다. 그는 프론토에게 서신을 써, 휴일에 대해서 말하지 않을 것이라 말하였다. 프론토는 "뭐라고 하셨습니까? 폐하가 4일 내내 경기와 농담, 완전한 여가 활동을 의도로 알시움에 갔다는 것을 제가 모르겠습니까?"라고 답하였다 그는 전임자들의 예시(안토니누스는 팔라이스트라에서 운동을 하고, 낚시를 가거나, 희극 공연 보는 것을 좋아했다)들을 거론하며 마르쿠스에 휴식을 하고, 아침부터 저녁까지 신들의 세계에 대한 우화를 써볼 것을 권하기도 했는데, 마르쿠스는 분명히 여가를 갖는 대신에 재판 업무들로 저녁 대부분을 보냈을 것이다. 마르쿠스는 프론토의 조언을 받아들이지 않았을 것이며, "나는 포기할 수 없는, 나에게 달린 임무들을 지니고 있습니다."라고 답하였다. 마르쿠스 아우렐리우스는 자신을 꾸짖기 위해 프론토의 발언을 높였다: ''내 조언이 당신에게 많은 도움이 되었다고, 당신은 말할 것입니다! '그는 쉬었고, 종종 쉴 것이이지만, 이 의무에 대한 헌신이란! 그것이 얼마나 힘든 일인지 당신보다 누가 더 잘 알겠습니까!'
프론토는 미트리다테스 전쟁에서 폼페이우스가 최고 지휘권을 가져야 한다고 주장을 한, 키케로의 'pro lege Manilia' 등을 포함한 읽을 거리들을 마르쿠스에게 보냈다. 키케로의 이 연설문은 적절한 참조 (폼페이우스 전쟁이 그를 아르메니아로 향하게 함)였고, 루키우스를 동방으로 보내는 결정에 일부 영향을 주었을 수도 있다. "군 지휘관 선택, 동맹들의 관심사, 속주들의 보호, 병사들의 규율, 전장 및 다른 곳에서 지휘관들에게 요구된 자격 등 그 책에서 현재의 조언에 적합한 많은 장들을 발견할 수 있을 것이다 [...]" 파르티아 전쟁 기간 마르쿠스의 근심을 풀어주기 위해, 프론토는 역사적 참조 사항들로 가득한, 장문에 심혈을 기울인 서신을 보냈다. 프론토의 오늘날 편집판에서, 이 서신은 'De bello Parthico' (파르티아 전쟁에서)이라 명명됐다. 이 서신에서 프론토는 알리아, 카우디움, 칸나이, 누만티아, 키르타, 카르헤 그리고 트라야누스, 하드리아누스, 피우스 시기 등 그리고 과거 로마의 패배들에 대해 적었지만 마침내는 로마가 항상 적들에게 승리를 거두었다고 하였다: "항상 어디서나 [마르스께서] 우리의 문제들을 성공으로 우리의 공포를 승리로 바꿔주신다".

## 루키우스의 파견과 동방 여정 (162년–163년?)
161년–162년 겨울 기간, 시리아에서 반란의 조짐이 있다는 소식이 전해졌고 루키우스가 파르티아 전쟁을 몸소 다뤄야한다는 결정이 내려졌다. 그는 마르쿠스보다 강하고 건강하였고, 따라서 군사 활동에 좀 더 적합하였다. 루키우스의 전기 작가는 내면적 동기를 제시하였는데, 루키우스의 방탕을 억제하기 위해서, 그에게 검소함을 만들기 위해서, 전쟁의 위협으로 품행을 다듬기 위하여, 자신이 황제라는 자각하기 위하여 하였다는 것이다. 어떤 경우든, 원로원은 이 제안에 찬성을 하였고, 162년 여름에, 루키우스는 전장으로 떠났다. 마르쿠스는 '로마가 황제의 존재를 요구했기'에 도시에 남아있었을 것이다.
친위대 사령관 두 명 중에 한 명이던 푸리우스 빅토리누스는 원로원 의원 두 명 M. 폰티우스 라일리아누스 라르키우스 사비누스와 M. 얄리우스 바수스 그리고 친위대 일부와 같이 루키우스와 함께 파견되었다. 빅토리누스는 이전에 동방 문제에 대해 일부 경험을 주었던 갈라티아의 프로쿠라토르로서 복무했었다. 게다가, 그는 피우스의 정부인 갈레리아 리시스트라테의 영향 덕에 자리를 얻었다고 전해지는, 동료 친위대 사령관인 코르넬리우스 레펜티누스보다 훨씬 적임자였다. 레펜티누스는 원로원 의원 계급이었으나, 진정으로 원로원 무리에 끼지는 못 했는데 그의 계급은 단순히 훈장격의 칭호에 불과하였기 때문이었다. 사령관은 친위대와 동반해야 했기에, 빅토리누스가 분명한 선택이었다.
라일리아누스는 153년에 판노니아와 시리아의 총독을 지냈었으며, 따라서 그는 동방 지역 군대와 전방 지역의 군사 전략 지식을 직접 경험한 바 있었다. 그는 이 출정 당시에 '코메스 아우구스토룸(comes Augustorum, 황제들의 동료)로 임명되었다. 프론토의 말에 의하면 라일리아누스는 "진지한 사내이며 전통적인 방식의 엄격한 자"라고 한다. 바수스는 모이시아 인페리오르의 총독을 지냈고, 그 역시도'코메스'로 임명됐다. 루키우스는 게미누스, 아가클리투스, 코에데스, 에클레크토스, 니코메데스 등 자신이 친애하던 해방노예들을 동행자들로 택했으며, 이 중에 니코메데스는 원정군의 병참을 담당하는 '프라이펙투스 베히쿨로룸'이라는 직책을 포기했다. 미세눔 함대가 황제 호송 및 연락과 수송을 맡았다.
루키우스는 브룬디시움에서 배를 타러 162년 여름에 출발을 하였다. 마르쿠스는 멀리 갔으면 카푸아까지 그와 동행했다. 루키우스는 가는 여정 중에 있는 시골 저택에서 연회를 벌이고, 풀리아에서는 사냥을 했다. 그는 카노사에서 병을 앓았는데, 아마 아마 가벼운 뇌졸중일 것이며 이로 인해 앓아 누웠다. 마르쿠스는 원로원 앞에서 루키우스의 안정을 위해 신들에게 기도를 올리고, 그를 보러 남쪽으로 급하게 향했다. 프론토는 이 소식에 놀랐으나 루키우스가 그에게 자신의 치료와 회복을 전하는 서신을 보내자 안정을 찾았다. 서신에 대한 답장으로, 프론토는 제자에게 욕망을 자제하라고 재촉했고, 며칠간 조용한 휴식을 권했다. 루키우스는 3일간의 절식과 사혈을 한 후 나아졌다.
베루스는 마치 황제 영접 행사처럼 음악가들과 가수들이 동행한 채로 코린토스와 아테네를 거쳐 동쪽으로 계속 나아갔다. 아테네에서 그는 헤로데스 아티쿠스와 있었고, 엘레우시스 밀의종교에 참여했다. 의식 중에, 서쪽에서 동쪽으로 떨어지는 유성이 하늘에서 목격됐다. 그는 에페소스에서 멈췄는데, 그곳의 귀족인 푸블리우스 베디우스 안토니누스의 영지에서 그의 존재가 확인되었고, 에리트라이에서 예기치 못한 단기 체류를 했다. 배를 통한 그의 여정은 안티오키아에 도달하기 전 팜필리아와 킬리키아 등 유명한 휴양지에서 잠시 머물며, 에게해와 소아시아 남부 해안을 거쳐 계속되었다. 베루스의 동방 여정이 얼마나 걸렸는지는 알려져 있지 않으며, 162년 이후까지는 안티오키아에 도착하지 않았을 것이다. 한편 스타티우스 프리스쿠스는 이미 카파도키아에 도착해 있을 것이 분명하며 그는 성공적인 군 지도로 163년에 명성을 얻었을 것이다.

## 안티오키아에서 유흥과 군수 (162?년–165년)

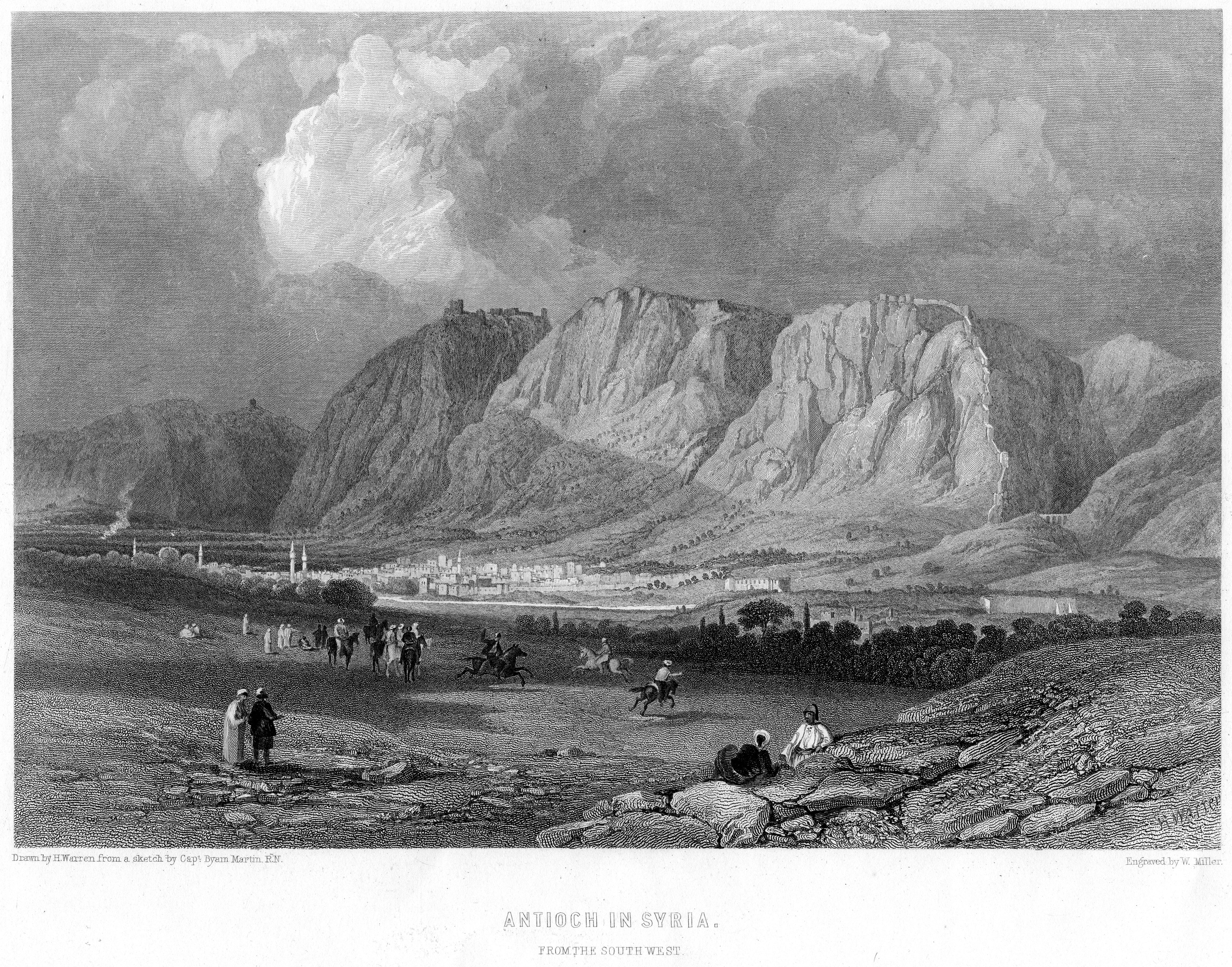
남서쪽에서 본 안티오키아 (바이엄 마틴 R.N.이 스케치한 것을 H. Warren이 그림 그린 뒤에 윌리엄 마일러가 판화로 뜬 것, 1866년작)

루키우스는 라오디케이아에서 겨울을, 그리고 안티오키아에서 바로 옆에 있는 휴양지인 다프네에서 여름을 쇠기도 했으나, 전쟁 기간 대부분을 안티오키아에서 보냈다. 그는 스미르나에서 판테아라는 이름의 정부를 데려왔다. 전기 작가는 그녀를 '태생이 천한 애인'이라 하였으나, 그녀는 루키우스에게 '완벽한 미모의 여성'이라 묘사되었다. 전기 작가는 판테아가 피디아스와 프락시텔레스의 어떤 조각상보다 더 아름다웠을 것이라고 추정했다. 판테아는 음악적 소질이 있었고 아티카식 재치를 곁들인 이오니아 방언을 구사했다. 판테아는 루키우스의 글을 읽고 아첨 행위에 대해 그를 비판했다. 그는 그녀를 여신에 견주었고 이는 그녀를 겁먹게 하였는데 그녀는 카시오페이아가 되고 싶지 않았다. 그녀는 또한 힘이 있었는데 그녀는 루시우스에게 자신을 위해 수염을 깎게 했다. 시리아인들은 이것 때문에 그를 조롱했고, 다른 많은 것들에도 마찬가지였다
비평가들은 루키우스의 호화스러운 삶의 방식을 비판하였다. 그가 노름을 했다고 하며 이들은 그가 "밤을 새워 주사위 게임을 했을 것이다"라고 했다. 그는 배우 무리들과 어울리는 걸 좋아하기도 했다. 그는 자신의 전차 경주팀이 어떻게 하고 있는 지를 자신에게 알려주도록 로마에서 소식을 알려줄 것을 특별 요청하기도 했다. 그는 녹색 팀의 말 볼루케르의 황금상을 자신의 응원팀의 상징으로서 가져오기도 했다. 프론토는 이러한 주장들 중 몇 가지에 대해 제자를 변호했는데 로마인들은 자신들을 억누르기 위해 루키우스의 빵과 서커스가 필요하다는 것이었다.
어쨌든 이는 전기 작가가 진행하는 방식이었다. 루키우스의 방탕을 다루는 전기 (vita)의 부분 전체 (HA Verus 4.4–6.6)는 이야기에 삽입된 것으로 한편 본래의 원본 자료에 완전하게 추가된 것이다. 몇 가지 구절은 사실인 것으로 보이기도 하며 다른 부분들은 원본에서 가져와 꾸며진 것이다. 나머지 부분들은 전기 작가가 자작한 것들로, 이 내용들은 그의 상상력 그 이상보다 낫다고 할 수 없다.
루키우스는 상당한 일에 직면했다. 프론토는 이 때를 100년 전 코르불로의 도착을 떠올리게 하는 말로 묘사했다. 시리아 군단은 동방의 오랜 평화로 물러졌다. 이들은 부대보다 도시의 야외 식당에서 더 많은 시간을 보냈다. 루키우스 시절에, 훈련이 늘렸다. 폰티우스 라일리아누스는 시리아 군단들의 안장에서 충전재를 빼내라고 명령했다. 도박과 음주는 엄중히 단속되었다. 프론토는 루키우스가 말을 타고 그의 군대의 선두에 종종 서 있었다고 기록하였다. 그는 친히 의무실을 포함하여 야전과 주둔지에 있는 병사들을 점검했다.
루키우스는 전쟁 시작 때 프론토에게 몇 가지 서신들을 보냈다. 그는 소식을 보내지 않은 것에 대해 프론토에게 사죄하는 글을 보냈다. 그는 하루 안에 바뀔 수 있는 계획들에서는 밝히지는 않았을 것이다. 추가적으로, 그의 서신에는 보여줄 만한 것이 거의 없었는데 "그 즐거움을 같이 하기 위해 당신을 초대하고 싶은 것조차 아직까지 이루지 못 하셨습니다". 루키우스는 프론토가 낮밤 내내 앓던 근심을 겪게 원하고 싶지 않았다. 루키우스의 침묵에 대한 한 이유는 로마의 아르메니아 정복 이후 파르티아와의 협상 실패였을 수 있다. 루키우스의 제시된 강화 요건들은 비겁한 것으로 보였다. 파르티아인들은 평화를 원하는 기분이 아니었다.
루키우스는 안티오키아로 막대한 수입품을 들여올 필요가 있어고, 그리하여 그는 오론테스강으로 향하는 항로를 열었다. 오론테스강이 안티오키아에 도달하기 전 절벽 맞은편에서 끊어지기 때문에, 루키우스는 새로운 수로를 파라 명령하였다. 이 계획이 완료된 뒤, 오론테스의 옛 하상지는 말라버려, 기간테스의 거대한 뼈를 노출하였다고 한다. 파우사니아스는 이 뼈들이 "11 큐빗보다 큰" 짐승의 것이라 말하였고, 필로스트라토스는 "13 큐빗의 길이"라고 했다고 한다. 클라로스의 신탁에서는 이 뼈들이 오론테스강의 영혼의 뼈라 하였다. 이 뼈들은 후에 몇몇 거대한 밝혀지지 않은 동물의 뼈로 이해가 되었다.
전쟁 중반기인, 163년 가을과 164년 초 시기로 추정되는 시기에, 루키우스는 마르쿠스의 딸인 루킬라와 결혼식을 올리러 에페소스로 향했다. 루킬라의 열 세 번째 생일이 163년 3월이었으며 루킬라의 혼인식이 언제였든간에 아직까지는 15살에 이르지는 못 했다. 마르쿠스는 결혼식 일정을 앞당겼으며 판테아의 이야기가 아마도 그를 흔들었을 수 있다. 루킬라는 어머니인 파우스티나와, 루키우스의 아버지의 배다른 형제인 M. 베툴레누스 키비카 바르바루스와 동행했을 것이다. 마르쿠스는 스미르나로 향하는 길에 그들과 동행할 계획을 세웠을 수도 있으며 (전기 작가는 그가 원로원에 이렇게 할 것이라 말했다고 전하였다고 한다) 이는 실제로 이뤄지지는 않았다. 마르쿠스는 멀어봤자 이들과 브룬디시움까지만 동행했는데, 이곳에서 루킬라와 동행자들은 동방으로 향하는 배를 탔다. 마르쿠스는 이들을 보내고 곧장 로마로 돌아왔고, 프로콘술들에게 이들에게 어떠한 공식적인 접견을 하지 말라는 특별 지시를 내렸다. 루킬라는 그는 앞으로 몇 년 안에 루키우스의 세 아이를 낳았을 것이다. 루킬라는 루킬라 아우구스타가 되었다.

## 반격과 승리
레가투스들인 M. 클라우디우스 프론토와 P. 마르티우스 베루스 휘하의 미네르비아 제1군단과 마케도니카 제5군단은 아르메니아에서 스타티우스 프리스쿠스 지휘 하에 있었으며, 아르메니아 수도 아르탁사타를 점령해내는등. 163년 시기 로마군은 성공을 거뒀다. 163년 말에, 베루스는 전투를 해보지는 않았지만 '아르메니아쿠스'라는 칭호를 얻었다. 마르쿠스는 이 칭호를 받아들이는 걸 다음 해까지 거절하였다. 루키우스가 다시 한번 '임페라토르'로 칭송받았을 때, 마르쿠스는 '임페라토르'라고 받아들이는 걸 주저하지 않았다. 시리아 전선군은 아디우트릭스 제2군단, 그리고 게미나 제10군단의 레가투스 게미니우스 마르키아누스 휘하의 다뉴브 전선 군단들로 보충되었다.

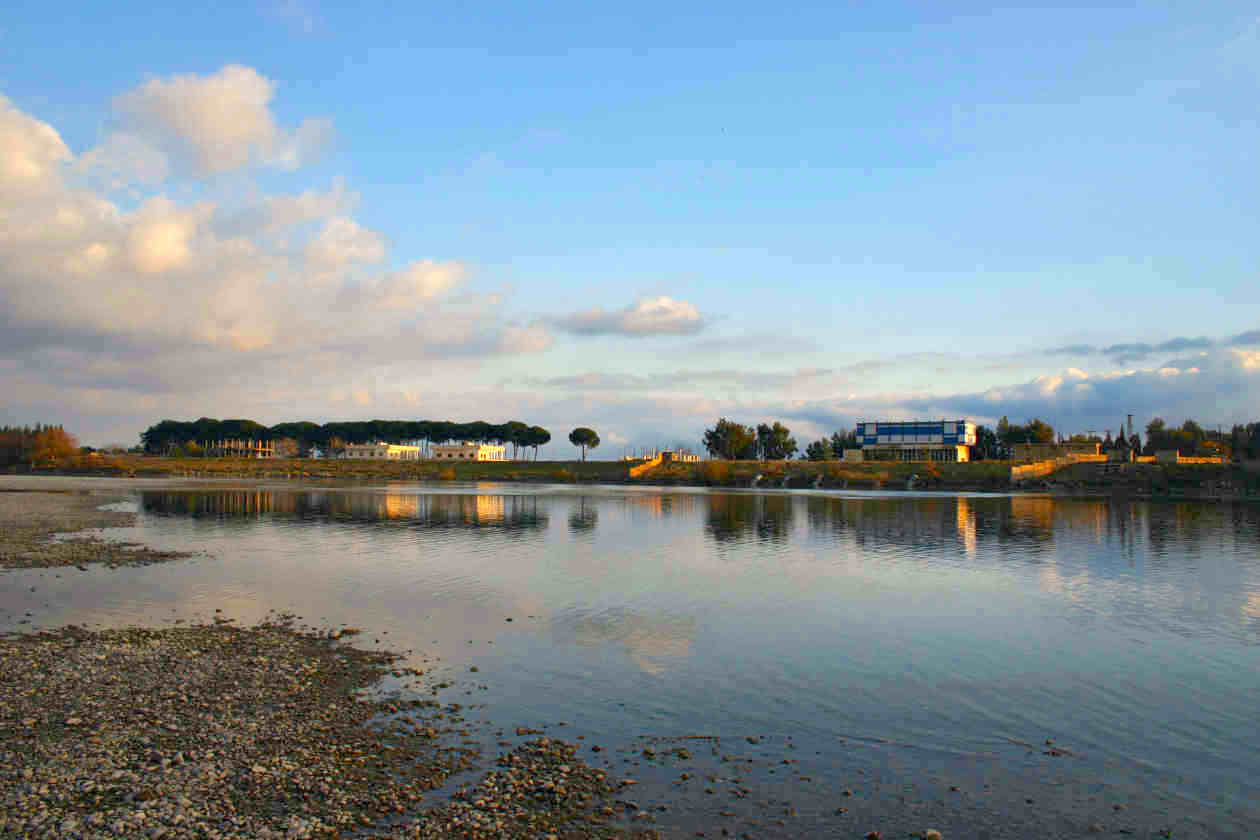
시리아 락까 인근의 유프라테스강

점령된 아르메니아는 로마의 요구 조건 하에서 다시 세워졌다. 164년에 새로운 수도인 카이네 폴리스 ('신도시')가 옛 아르탁사타를 대체했다. 벌리의 추정에 따르면, 이 새로운 수도는 로마 국경에서 30마일 정도로 가까웠다고 한다. 카파도키아 주둔 군단들의 파견군들이 사탈라에서 동쪽 400km 거리에 있는, 아라라트산 남쪽 아래의 에치미아진에 있었다. 이는 퍼거스 밀러의 말에 따르면 '제국주의의 주목할 만한 상징'이라고도 하며 로마 국경에서 산악 지형을 거쳐 20일 이상에 행군이 있었음을 의미했을 것이다. 새로운 국왕이 옹립되었으며 로마의 고위 원로원 의원이자 아르사케스 왕조 출신인 가이우스 율리우스 소하이무스였다. 그는 아르메니아에서 즉위식을 치르지 않았을 수 있는데 그의 즉위식은 안티오키아나 저 멀리 에페소스에서 치러졌을 수 있다. 소하이무스는 Rex armeniis Datus라는 문구가 새겨진, 164년에 주조된 주화에 묘사되어 있으며 이 주화에 베루스는 스태프를 쥔 채 왕위에 앉아 있고 소하이무스는 황제를 칭송하며 그의 앞에 서 있다.
163년에, 스타티우스 프리스쿠스가 아르메니아에 있는 동안, 파르티아군이 시리아에서 바로 동쪽에 위치하고 에데사를 수도로 삼았던, 상메소포타미아에 자리 잡은 로마의 위성국인 오스로에네에 개입하였다. 파르티아인들은 오스로에네의 통치자 만누스를 폐위시키고 자신들이 추천한 인물로 대체했으며 이 자는 165년까지 이 지위를 유지했다 (에데사의 주화 기록은 실제로 이 시점에서 시작되었으며, 이 주화들은 앞면에는 볼로가세스 4세를, 뒷면에는 시리아어로 '국왕 와엘'을 나타내는 W'L MLK'이 새겨져 있다). 이에 대응하여, 로마군은 아래에 위치한 유프라테스강을 건너기 위해 하류로 내려왔다. 루키아노스의 증빙 자료에 따르면, 파르티아인들은 163년 시기까지 유프라테스강의 로마 쪽 강변(시리아 지역)이 있는 남쪽 지역을 장악하고 있었다(루키아노스는 유프라테스강 남쪽에 있는 수라에서 있던 전투들을 언급하였다). 하지만 163년이 지나기 앞서, 로마군은 파르티아 쪽 강변에 있는 북쪽의 다우사라와 니케포리움을 점령하러 북쪽으로 이동했다. 유프라테스강의 북쪽 강변을 점령하자마자, 다른 로마군이 아르메니아에서 오스로에네로 이동하여 에데사 남서쪽에 있는 마을인 안테무시아를 차지하였다. 164년에는 움직임이 거의 없었으며 164년 대부분은 파르티아 영토 내에서 재개된 공격을 대비하는 데 쓰였다.
165년에, 마르티우스 베루스가 이끌고 마케도니카 제5군단으로 추정되는 로마군이 메소포타미아로 이동했다. 에데사는 탈환되었고 만누스도 다시 왕위에 올랐다. 그의 주화 역시도 다시 발행되었으며 앞면에는 '국왕 만누' (시리아어: M'NW MLK') 혹은 안토니누스 왕가의 왕들이, 뒷면에는 '로마인들의 친구 만노스 국왕' (그리스어: Basileus Mannos Philorōmaios) 등이 새겨졌다. 파르티아인들은 니시비스로 후퇴했으나 이곳도 포위되어 함락되었다. 파르티아군은 티그리스강에서 와해되었으며 지휘관인 코스로에스는 강을 헤엄쳐 내려가 한 동굴에서 은신처로 삼기도 하였다. 아비디우스 카시우스 지휘하의 갈리카 제3군단으로 이뤄진 제2군은 유프라테스강을 타고 내려가, 두라에서 대규모 회전을 치렀다.
165년경 말에, 카시우스의 군대가 메소포타미아의 쌍둥이 대도시인 티그리스강 오른쪽 강변에 자리 잡은 셀레우키아와 왼쪽 강변에 있는 크테시폰에 도달했다. 크테시폰은 점령당하였고 크테시폰의 왕궁은 불태워졌다. 여전히 대개 그리스인 (셀레우키아는 알렉산드로스 대왕의 후계자 왕국들 하나인 셀레우코스 제국의 수도로서 설계되어 건설됨)들로 이뤄진 셀레우키아의 시민들은 성문을 침입자들에게 개방하였다. 그럼에도 도시는 약탈당하며, 루키우스의 명성에 오점으로 남았다. 이에 대한 핑계가 있었는데, 공식적인 설명은 셀레우키아인들이 먼저 신뢰를 깼다는 것이었다. 여하튼, 셀레우키아 약탈은 이 도시의 오랜 쇠퇴에 있어서 특히나 파괴적인 부분이었다는 점이었다.

## 종전 (160년대-167년)

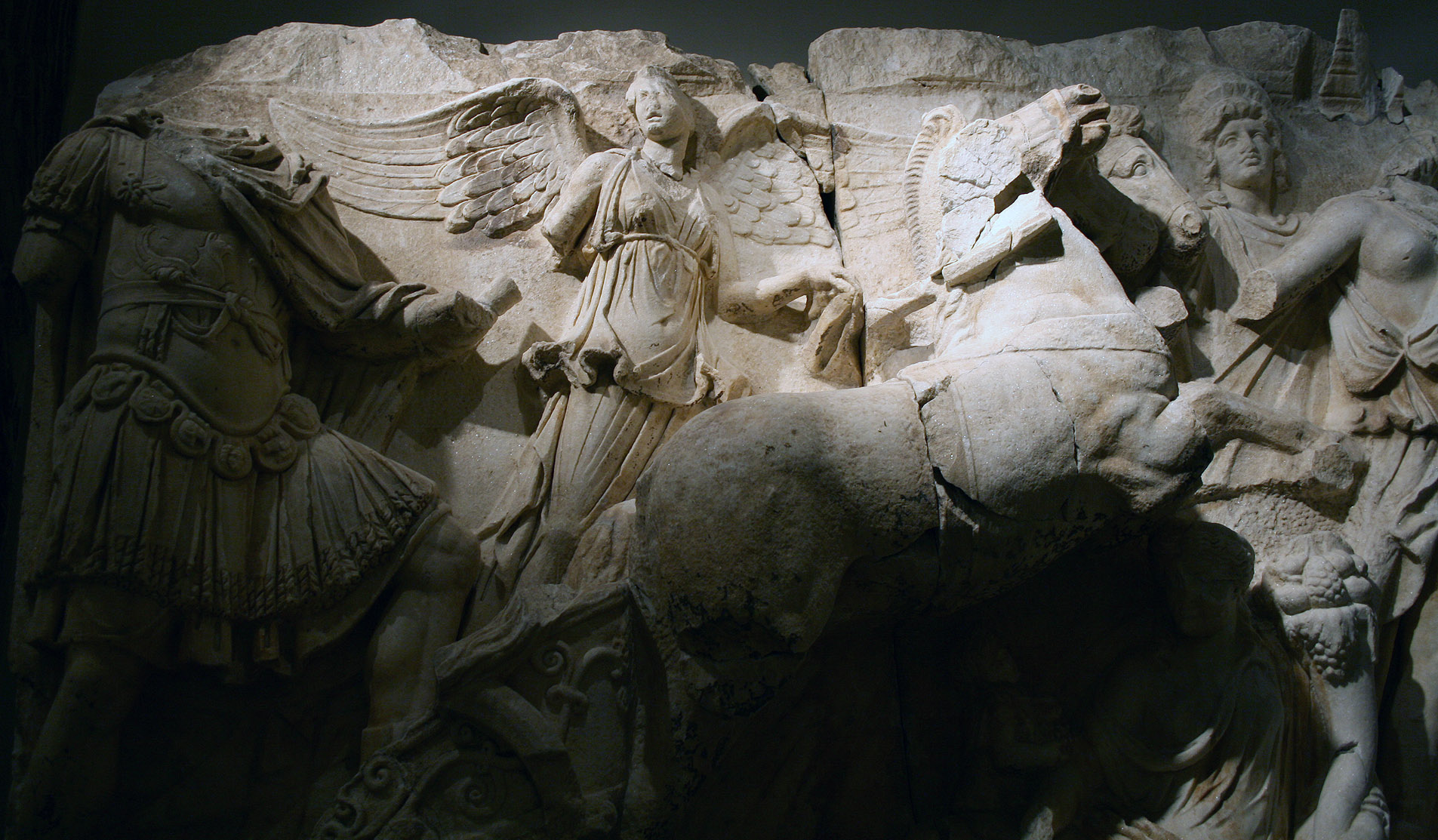
에페소스의 루키우스 베루스 신격화 (빈 에페소스 박물관 소장).

전쟁 성공에 있어 대부분의 공로는 휘하 장군들의 덕이었다. 오스로에네로 진격한 병력은 프리스쿠스 휘하 아르메니아 지역의 미네르비아 제1군단을 이끌었던 아시아 속주의 그리스계 출신인 M. 클라우디우스 프론토가 지휘했다. 그는 아마도 그의 가문 첫 원로원 의원이었을 것이다. 프론토는 165년의 집정관이었으며, 아마도 에데사를 함락시킨 공로 때문일 것이다. P. 마르티우스 베루스는 최전선에서 마케도니카 제5군단을 이끌었고, 또한 프리스쿠스 휘하 아래에서 활동했다. 마르티우스 베루스는 서방 출신으로, 그의 '파트리아'는 갈리아 나르보넨시스의 톨로사 출신으로 추정된다. 가장 핵심적인 지휘관은 시리아 군단 중 하나인 갈리카 제3군단의 군당장 C. 아비디우스 카시우스였다. 카시우스는 시리아 북부 도시인 키로스의 미천한 출신의 젊은 원로원 의원이었다. 그의 아버지인 헬리오도루스는 원로원 의원은 아니었으나 그럼에도 로마 황제의 행차를 같이 하는,  하드리아누스의 '아브 에피스툴리스'이자 하드리아누스 집권기 말에 이집트 총독을 수행하는 등 어느 정도 지위가 있던 자였다. 자존심이 만만치 않았던 카시우스는 자신이 셀레우코스 왕조의 후예라고 주장하기도 했다]. 아마도 30대 중반이었던 카시우스와 마르티우스 베루스는 166년에 집정관직을 맡았다.
원정에서 돌아온 뒤, 루키우스는 개선식을 수여받았고 이때의 행사는 흔치 않았는데 이 당시에 두 명의 황제, 이들의 아들들과 미혼의 딸들 들이 있어 대규모 가족 축하식이었다. 마르쿠스 아우렐리우스의 두 아들들인 5세의 콤모두스 그리고 세 살의 마르쿠스 안니우스 베루스는 이 시기에 부제 지위가 됐다.
루키우스의 승리를 기념하는 조각상의 하단 부분이 사르디스에 남아 있다 (루키우스는 로마로 복귀하던 중에 이곳을 방문했을 것이다). 부유한 소피스트 T. 플라비우스 다미아누스 역시 로마로 향하던 황제와 그의 군대를 연회에 초청하기도 했다.
유프라테스강 상류에 있는 니시비스는 종전 후 몇 십 년간 로마의 손아귀에 남게 되었다. 페르시아와 로마 간의 잦은 영토 변화가 있던 3세기 중엽에, 이곳에 전형적인 로마의 수비대 마을의 모습이 나타나기도 했다.

## 참고
1. ↑  앨런 캐머런은  마르쿠스가 군사 경험이 없었다고 하는 벌리의 견해와 충돌하는 마르쿠스가 마르쿠스가 살아있던 시절 (vivente Pio)에 수 많은 군단들을 지휘했다고 하는 5세기 작가 시도니우스 아폴리나리스의 발언을 제시한다. (아폴리나리스나 벌리의 주 사료인 '히스토리아 아우구스타'도 2세기 역사 부분에서는 특히나 신뢰할만한 사료는 아니다.[13])
2. ↑  내용은 여기서 끊어진다..[31]
3. ↑  벌리는 이 고려 사항들 중에 어느 정도 사실이 있었을 것으로 여긴다.[38]
4. ↑  빅토리누스는 또한 브리타니아, 다뉴브, 히스파니아에서 복무했고, 이탈리아 함대의 사령관, 이집트 총독 등으로도 있었고 로마 내에서도 많은 직책들을 거쳤다.[41]
5. ↑  혹은 판테이아.[61]
6. ↑  프론토는 유베날리스의 분명한 'panem et circenses'이라는 표현보다는 자신의 화려한 표현을 선호하며, 이를 '곡물 배급품과 대중들의 구경거리'(annona et spectaculis)라 불렀다.[74] (어느 경우에서든 프론토는 유베날리스에 대해 잘 알지 못 했는데, 유베날리스는 고전을 모방하는 제2소피스트 스타일 방식에서 뒤쳐졌고, 이후 4세기에서야 인기를 끌었다).[75]
7. ↑  T.D. 반스의 평가에선: 4.8, "그는 전차 경기를 아주 좋아하였으며, 녹팀을 선호했다."; 4.10, "그는 잠을 많이 필요로 하지 않았으며, 소화력도 훌륭하였다." 추정상 5.7, "연찬 이후에, 그들은 동이 틀 때까지 주사위 게임을 하였다." 부분들을 사실이라고 보았다.[76]
8. ↑  T.D. 반스의 평가에서: 4.8 ("그는 전차 경기를 아주 좋아하였으며, 녹팀을 선호했다'.")와 10.9 ("그가 지녔던 사치품들 가운데는 수정으로 된 고블릿이 있었으며 이 잔은 그가 아주 좋아했던 말의 이름을 따서 볼루케르라고 이름 붙여졌고, 그 누구의 한 모금의 양보다 많았다.") 부분은 6.2–6 부분의 원천이다, "그리고 마침내, 심지어 그가 로마에 있고 마르쿠스와 같이 재위하고 있을 때, 그는 '청팀'한테서 많은 모욕을 당했는데,그들이 주장하듯, 그가 그들에게 대대적으로 청팀 반대편에 섰기 때문이었다. 그가 황금으로 만든, 녹팀의 말인 볼루케르의 상을 갖고 있었고, 그는 항상 그걸 지니고 다녔다. 실제로 그는 볼루케르의 여물통에 귀리 대신에 건포도와 견과류를 넣어 주었고 [티베리우스 황궁]]에 있는 그를 보라색으로 물들인 덮개를 씌운 채 그를 데려오라고 명령을 내리곤 했으며, 그가 죽자 바티칸 언덕에 무덤을 지어주었다. 황금과 상(賞)들이 말들에게 주어지기 시작한 것은 이 말 때문이며, 이 말이 지닌 명예로 자주 많은 황금 조각들이 녹팀 측에서 요구되었다." 10.8, "그는 연설 중에 어느 정도 말을 멈췄고, 조심성 없는 도박꾼이며, 사치스러운 삶의 방식을 지녔는데, 많은 측면에서 그는 그가 잔인하거나 연기에 집착하지 않았다는 것을 제외하면 제2의 네로라고 할 수 있다.", 4.6 부분의 나쁜 황제들과 비교를 위해 ("...그는 악행 면에서 칼리굴라, 네로, 비텔리우스와 대단히 견주었다..."),  수에토니우스를 사용한 것 구실이 대단히 두드러졌다.[76]
9. ↑  승리를 언급하는 내용(Ad Verum Imperator 2.1)은 164년 시기로 추측하지만 (프론토는 마르쿠스가 '아르메니아쿠스' 칭호를 취하는 걸 미룬 것을 언급하였는데 마르쿠스가 164년에 이 칭호를 쓰기 시작하기에, 이 내용은 164년보다 빠를 수 없다.),[108] 교전들 그 자체는 163년으로 추정한다.[109]

## 참고 자료

### 고대 문헌
- 암미아누스 마르켈리누스의 Res Gestae.

- Yonge, Charles Duke, trans. Roman History. London: Bohn, 1862. Online at Tertullian. Accessed 15 August 2009.
- Rolfe, J.C., trans. History. 3 vols. Loeb ed. London: Heinemann, 1939–52. Online at LacusCurtius. Accessed 15 August 2009.

- 카시우스 디오의 '로마사'.

- Cary, Earnest, trans. Roman History. 9 vols. Loeb ed. London: Heinemann, 1914–27. Online at LacusCurtius. Accessed 26 August 2009.

- Epitome de Caesaribus.

- Banchich, Thomas M., trans. A Booklet About the Style of Life and the Manners of the Imperatores. Canisius College Translated Texts 1. Buffalo, NY: Canisius College, 2009. Online at De Imperatoribus Romanis. Accessed 31 August 2009.

- 마르쿠스 코르넬리우스 프론토.

- Haines, Charles Reginald, trans. The Correspondence of Marcus Cornelius Fronto. 2 vols. Loeb ed. London: Heinemann, 1920. Online at the Internet Archive: Vol. 1, 2. Accessed 26 August 2009.

- 갈레누스

- ad Pisonem de Theriaca.
- de Antidotis.

- 루키아누스

- Alexander.

- Harmon, A.M., trans. The Works of Lucian of Samosata. 9 vols. Loeb ed. London: Heinemann, 1936. Alexander online at Tertullian. Accessed 26 August 2009.

- Historia Quomodo Conscribenda (The Way to Write History).

- Fowler, H.W., and H.G., trans. The Works of Lucian of Samosata. 4 vols. Oxford: Clarendon Press, 1905. The Way to Write History, in volume 2, online at Sacred Texts, based on the Gutenberg e-text. Accessed 26 August 2009.

- Imagines (Essays in Portraiture [Images]).

- Fowler, H.W., and H.G., trans. The Works of Lucian of Samosata. 4 vols. Oxford: Clarendon Press, 1905. A Portrait Study, in volume 3, online at Sacred Texts, based on the Gutenberg e-text. Accessed 26 August 2009.

- Pro Imaginibus (Essays in Portraiture Defended).

- Fowler, H.W., and H.G., trans. The Works of Lucian of Samosata. 4 vols. Oxford: Clarendon Press, 1905. Defence of the 'Portrait-Study', in volume 3, online at Sacred Texts, based on the Gutenberg e-text. Accessed 26 August 2009.

- 마르쿠스 아우렐리우스 안토니누스. '명상록'

- Farquharson, A.S.L., trans. Meditations. New York: Knopf, 1946, rept. 1992.

- 파우사니아스. Description of Greece.

- Jones, W.H.S., and H.A. Omerod, trans. Pausanias' Description of Greece. 4 vols. Loeb ed. London: Heinemann, 1918. Online at Theoi and Perseus at Tufts. Accessed 27 August 2009.

- Philostratus. Heroicus (On Heroes).

- Aiken, Ellen Bradshaw, and Jennifer K. Berenson Maclean, trans. On Heroes. Washington, DC: Harvard University Center for Hellenic Studies, 2007. Online at Harvard University Centre for Hellenic Studies 보관됨 2017-04-30 - 웨이백 머신. Accessed 18 September 2015.

- Scriptores Historiae Augustae (Authors of the Historia Augusta). Historia Augusta (Augustan History).

- Magie, David, trans. Historia Augusta. 3 vols. Loeb ed. London: Heinemann, 1921–32. Online at LacusCurtius. Accessed 26 August 2009.
- Birley, Anthony R., trans. Lives of the Later Caesars. London: Penguin, 1976.

- Vita Abercii.

### 현대 문헌
- Astarita, Maria L. Avidio Cassio (in Italian). Rome: Edizione di Storia e Letteratura, 1983.
- Birley, Anthony R. Marcus Aurelius: A Biography. New York: Routledge, 1966, rev. 1987. ISBN 0-415-17125-3
- Birley, Anthony R. (2000). 〈Hadrian to the Antonines〉.   Bowman, Alan K.; Garnsey, Peter; Rathbone, Dominic. 《The Cambridge Ancient History, Volume XI: The High Empire, A.D. 70–192》. Cambridge: Cambridge University Press. 132–94쪽. ISBN 9780521263351.
- Champlin, Edward. "The Chronology of Fronto." Journal of Roman Studies 64 (1974): 136–59.
- Champlin, Edward. Fronto and Antonine Rome. Cambridge, MA: Harvard University Press, 1980. ISBN 0-674-32668-7
- Millar, Fergus. The Roman Near East: 31 BC – AD 337. Cambridge, MA: Harvard University Press, 1993. ISBN 0-674-77886-3
- McLynn, Frank. Marcus Aurelius: Warrior, Philosopher, Emperor. London: Bodley Head, 2009. ISBN 978-0-224-07292-2

- Robertson, D. How to Think Like a Roman Emperor: The Stoic Philosophy of Marcus Aurelius. New York: St. Martin's Press, 2019.